# Ву, Виктор
Виктор Ву (англ. Victor Vu, вьетнамское имя Ву Куок Вьет (вьет. Vũ Quốc Việt); 25 ноября 1975 года, Северный Голливуд, Калифорния, США) — американский кинорежиссёр, сценарист и продюсер вьетнамского происхождения. Обладатель «Золотого Лотоса» за фильм «Жёлтые цветы на зелёной траве» и «Золотого воздушного змея» за фильм «Небесный мандат героя». До этого фильм Виктора «Инферно» был исключён из списка претендентов на премию «Золотой воздушный змей» из-за подозрений в плагиате: «Инферно» практически повторял голливудский фильм «Вдребезги».

## Фильмы
Фильмы, в которых Ву выступал как режиссёр, и, если отмечено, на других позициях.
| Год  | Фильм                                                             | Примечания          |
| ---- | ----------------------------------------------------------------- | ------------------- |
| 1997 | Firecracker                                                       | Короткометражный    |
| 2003 | Первое утро (Buổi sáng đầu năm)                                   | сценарист, продюсер |
| 2004 | Духи (Oan hồn)                                                    | сценарист, продюсер |
| 2009 | Паспорт любви (Chuyện tình xa xứ)                                 | сценарист, продюсер |
| 2010 | Инферно (Giao lộ định mệnh)                                       | сценарист, продюсер |
| 2011 | Битва невест (Cô dâu đại chiến)                                   | сценарист           |
| 2012 | Небесный мандат героя / Кровавое письмо (Thiên mệnh anh hùng)     | сценарист           |
| 2012 | Скандал. Тайны красной ковровой дорожки (Scandal: Bí mật thảm đỏ) | сценарист           |
| 2013 | Mệnh lệnh liên hoàn                                               |                     |
| 2014 | Битва невест 2 (Cô dâu đại chiến 2)                               | сценарист           |
| 2014 | Мстительное сердце (Quả tim máu)                                  | сценарист           |
| 2014 | Скандал 2 (Scandal: Hào quang trở lại)                            | сценарист           |
| 2015 | Жёлтые цветы на зелёной траве (Tôi thấy hoa vàng trên cỏ xanh)    |                     |
| 2017 | Отчёт (Lôi Báo)                                                   |                     |
| 2018 | Бессмертный (Người bất tử)                                        |                     |
| 2019 | Mắt biếc                                                          |                     |

## Награды
- Приз «Spotlight Award» за фильм «Первое утро» на Вьетфильмфесте в 2003 году
- «Приз зрительских симпатий» за фильм «Паспорт любви» на церемонии вручения премии «Золотой воздушный змей» в 2008 году.
- Главный приз за фильм «Небесный мандат героя» на церемонии «Золотой воздушный змей» в 2012 году[3].
- «Золотой лотос» за фильм «Скандал. Тайны красной ковровой дорожки» в 2013 году.
- За фильм «Жёлтые цветы на зелёной траве» «Золотой лотос» в 2015 году, главный приз жюри «Бронзовый барабан» в номинации «за лучший полнометражный фильм» на Вьетфильмфесте в 2016 году.